# Вулиця Степана Ковніра (історична)
Ву́лиця Степа́на Ковні́ра — зникла вулиця, що існувала в Печерському районі міста Києва, місцевості Звіринець, Наводничі. Пролягала від вулиці Нестора Літописця.

## Історія
Вулиця виникла в 1-й чверті XX століття під назвою Запечерна (як така, що проходить «за печерами», за територією Лаври). Назву вулиця Степана Ковніра, на честь Степана Ковніра, видатного українського будівничого XVIII століття, отримала 1961 року. Наприкінці 1970-х років у зв'язку з облаштуванням Печерського парку та будівництвом комплексу Музею історії України у Другій світовій війні вулицю разом із існуючою забудовою було ліквідовано.